# Trampas Parker
Trampas Parker (Shreveport, Louisiana, 27 juli 1967) is een Amerikaans voormalig motorcrosser.

## Carrière
Parker werd Wereldkampioen motorcross 125cc in 1989 met KTM. In 1992 wist hij de wereldtitel te behalen in de 250cc met Honda. Hij was de eerste Amerikaanse motorcrosser die twee wereldtitels behaalde. In 1995 besloot hij in de 500-klasse uit te komen, opnieuw op KTM, om proberen wereldkampioen te worden in de drie categorieën. Parker streed lang mee voor de titel, maar verloor uiteindelijk van de Belg Joël Smets. Parker was hierna zijn motivatie kwijt en reed nog enkele jaren, onder andere met Yamaha, maar stopte vroeg in het seizoen 2001 met het professionele motorcross.

## Palmares
- 1989: Wereldkampioen 125cc
- 1991: Wereldkampioen 250cc